# Clinodactilia
La clinodactilia se ha definido como la deformidad angular de los dedos en un plano radio-cubital o coronal. Es una condición congénita poco frecuente, usualmente se presenta en el quinto dedo (meñique) o en el segundo dedo (Síndrome de Catel Manzke). La deformación ocurre usualmente en la falange intermedia debido a que presenta una morfología triangular en la articulación interfalángica distal, provocando la angulación de los dedos.
La clinodactilia usualmente ocurre porque la falange intermedia del dedo meñique no crece normalmente durante el desarrollo en una etapa prenatal. Además, puede ser causado por un gen anormal que se transmite de padres a hijos (herencia mendeliana o herencias genética). Es un defecto congénito menor, 1-3% de bebes saludables tiene este defecto.
En ciertos casos de clinodactilia, a veces se le refiere como braquidactilia tipo A3
Usualmente se presenta en las dos manos y en ciertos casos se presenta con una disfunción del dedo afectado.

## Epidemiología
La clinodactilia como enfermedad genética, se presenta con un patrón hereditario, sin embargo, otras causas ocasionan la aparición de este defecto menor en la juventud e incluso en la adultez. Usualmente aparece en el quinto dedo. Según estudios en distintas poblaciones asume que es más frecuente que la clinodactilia se presente junto con otros síndromes. Se ha visto que es un defecto congénito que se presenta antes del parto o después. Estudios muestran, que la clinodactilia se reporta más frecuentemente de forma bilateral. Dentro de la población japonesa, la clinodactilia se presenta en un 21% de los niños. Asimismo, ocurre en el 1% de los nacidos vivos normales. Estudios realizados en la población de Guatemala la clinodactilia en recién nacidos se presentó en un 2.09%, junto con otros defectos congénitos, también en recién nacidos femeninos la clinodactilia se presentó en un 1.53%. Según estudio realizados en china por parte del Dr. F. J. Tsai, asume que un 4% de la población, presenta clinodactilia.
Es más frecuente en niños que en niñas, además se presenta con mucha mayor frecuencia en niños que tengan antecedentes familiares de la enfermedad. Así mismo, la clinodactilia es la complicación más frecuente post-cirugía, no obstante, su presencia es más un problema estético que funcional.
La clinodactilia se asocia a un sin números de defectos congénitos por lo cual el 60% de los neonatos que tienen síndrome de Down presenta una falta de desarrollos en la segunda falange del quinto dedo de la mano. Con el uso de estudios complementarios no invasivos de exceso al feto, la ecografía del segundo trimestre es la más indicada, pues muestra la hipoplasia y la clinodactilia presente en el quinto dedo.
La clinodactilia se presenta en el dedo índice con la formación de un hueso accesorio, en la articulación metacarpo-falángica, lo que da lugar a una desviación radial de dicho dedo. Así mismo, en el síndrome de orofaciodigital tipo I presenta anomalías esqueléticas como es clinodactilia (47,4%), sindactilia (49,6%), polidactilia preaxial (19,3%) o postaxial (3,7%) y la baja estatura (7%).

## Genética
La clinodactilia puede presentar un patrón hereditario, está relacionado con una alteración genética de carácter autosómica recesivo, así también presente una expresión genética variable y penetrancia incompleta (expresión incompleta de un carácter dominante), denominada como clinodactilia familiar.
Siendo de carácter autosómico recesivo presenta las siguientes características:
- Aparece en una sola generación (herencia horizontal)[14]
- Ambos sexos son afectados por igual.[14]
- La pareja portadora tiene una probabilidad del 25% de tener descendencia afectada.[14]
- Frecuente en consanguinidad parental.[14]

Estudios revelan que la causa de clinodactilia se relaciona, generalmente con el síndrome de Catel Manzke, debido a que el segmento TGDS (13q32.1), es el responsable de la aparición de este defecto congénito.
La clinodactilia se presenta con mucha más frecuencia en pacientes con Síndrome de Pierre Robín, caracterizado por una mandíbula inusualmente pequeña (micrognatia), retracción de la lengua (glosoptosis) y paladar hendido.
Además, la clinodactilia puede estar asociada con caso severos de Síndrome de Down, Síndrome de Apert, Síndrome de Rubinstein-Taybi, en Síndrome de Klinefelter y en el Síndrome de Edwards, así como también es común en el Síndrome alcohólico fetal.
Además, la se asocia a otros síndromes como:
- Trisomías parciales del segmento proximal
- Síndrome Mieller Dieker
- Síndrome Aarskog
- Síndrome Pfeiffer
- Síndrome Saethre-Chotzen
- Síndrome Seckel
- Síndrome Silver-Russell
- Síndrome Lange

### Causas genéticas
La etiología de la clinodactilia es desconocida, sin embargo, genéticamente puede variar. Además, la clinodactilia es uno de los marcadores fetales del segundo trimestre, por lo cual la presencia de esta desviación en la ecografía puede mostrar una anomalía congénita presente en el feto, como es el Síndrome de Down, siendo este signo útil para su diagnóstico.
La clinodactilia congénita se presentan de formas diferentes, como:
- Clinodactilias aisladas: se presenta como una pérdida del paralelismo entre las articulaciones interfalángicas, sin estar asociadas a otras anomalías de la placa de crecimiento. Las consecuencias sobre el desarrollo son pocas y no es necesaria una intervención quirúrgica.[18]

- Clinodactilias debido a una falange delta: Hay la presencia de una falange trapezoide lo cual disponen de una epífisis en forma de «C». La epífisis que presenta la falange adicional crece a menos velocidad, lo que provoca una deformidad angular.[18]

### Otras causas
La clinodactilia, además se ser autosómica recesiva, también se puede presentar o adquirir mediante fracturas, traumatismos del miembro superior (mano), práctica de deportes como el Pelotari, poliartritis crónicas juveniles o congelaciones.

## Diagnóstico
La clinodactilia puede no ser muy evidente en las primeras semanas de gestación, sin embargo, el diagnóstico se lo hace al nacer basándose en una evaluación clínicas, así como al identificar hallazgos físicos característicos que confirmen la presencia de la clinodactilia en los recién nacidos.
Además, a través de un examen físico es importante y de gran utilidad diagnosticar presencia de esta condición. También se puede diagnosticar mediante un asesoramiento genético, a través del cual un genetista puede ayudar a detectar una clinodactilia familiar y también a descartar otras anomalías y síndromes asociados que puedan afectar el funcionamiento de los miembros superiores, es decir, la mano.
Durante el examen físico, especialistas han logrado diagnosticar utilizando una proporción, que es la longitud de la falange media del 5° dedo/longitud de la falange media del 4 dedo, con el estudio algunos investigadores han determinado un valor promedio de la proporción para los fetos sanos y con Síndrome de Down de 0,85 y 0,59 (p=0,04), respectivamente. Cuando se utiliza un punto de corte de la proporción del 0,7, la sensibilidad para el Síndrome de Down fetal era del 75%, con una tasa de falsos positivos del 18%.

## Tratamiento
La clinodactilia es un defecto congénito menor, por lo cual no necesita ser tratado urgentemente, excepto, cuando este defecto causa molestia o afecta el funcionamiento normal del miembro superior, en tal caso la mano.
El tratamiento para clinodactilia puede ser de dos tipos: observación y no quirúrgico. Sin embargo, si la clinodactilia presenta deformidades graves, el mejor tratamiento será incluir la cirugía. La técnicamente exigente. Los procedimientos que se realizan con más frecuencia para la corrección de las deformidades angulares que se observan en la clinodactilia son: extirpación de las barras, osteotomías de corrección y extirpación de la placa de crecimiento. Los procedimientos quirúrgicos suelen tener buenos pronósticos, las probabilidades de que aparezca nuevamente la clinodactilia es poco frecuente.
La intervención quirúrgica son las siguientes:
- Osteotomías de reaxación
- Osteotomía cuneiforme de sustracción. Extracción de la parte ósea adicional con el fin de regresar el dedo a posición normal. Se recomienda en el niño mayor o en el adolescente.[18]
- Osteotomía cuneiforme de apertura. Reservada a los niños pequeños. Intervención quirúrgica del lado opuesto de deformidad. Esta técnica sencilla sin injerto permite una consolidación dentro de los plazos normales de la primera infancia (3-5 años).[18]
- Intervenciones de «desepifisiodesis». Consiste en una remodelación progresiva de la deformidad gracias al crecimiento. Se dirige únicamente a las falanges delta diagnosticadas temprano.[18]